# Терпелюк Петро (дипломат)
Петро́ Терпелю́к  (18 лютого 1948 — 23 серпня 2011) (дипломат (США) — посол США в Люксембурзі (на 17 квітня 2002 року). Президент Дж. Буш назвав П.Терпелюка відмінним бізнес-лідером і чудовим державним службовцем, який має багатий досвід в економіці та розуміння міжнародних відносин. Бакалавр (коледж Ля Салль), магістр державного управління (коледж Райдер).
П.Терпелюк був заступником директора в американській континентальній групі з 1994 року. Заснував консалтингову фірму «Терпелюк та партнери» (1986), яку очолював, одночасно управляючи у Вашингтоні фірмою «Войдак і партнери» (1989—1993). Державну службу П.Терпелюк розпочав керівником у двох районах Південно-Східної Пенсильванії (1981—1984). У 1990 президент Дж. Буш призначив його в Раду Директорів Комісії по будівництву авеню в Пенсильванії.